# Maimuna bovierlapierrei
Maimuna bovierlapierrei là một loài nhện trong họ Agelenidae.
Loài này thuộc chi Maimuna. Maimuna bovierlapierrei được Wladislaus Kulczynski miêu tả năm 1911.